# Хав'єр Контрерас (тенісист)
Хав'єр Контрерас (ісп. Javier Contreras; нар. 27 березня 1960) — колишній мексиканський тенісист.
Найвищу одиночну позицію світового рейтингу — 298 місце досяг 17 вересня 1984, парну — 506 місце — 17 вересня 1984 року.

## Фінали ATP Челленджер

### Одиночний розряд: 1 (0–1)
| Результат | Дата     | Турнір                          | Покриття | Суперник      | Рахунок  |
| --------- | -------- | ------------------------------- | -------- | ------------- | -------- |
| Поразка   | Кві 1984 | Сан-Луїс-Потосі (штат), Мексика | Ґрунт    | Тім Вілкінсон | 2–6, 2–6 |